# واشنطن فولمر
واشنطن فولمر (بالإنجليزية: Washington Fulmer)‏ هو لاعب كرة قاعدة أمريكي، ولد في 15 يونيو 1840 في فيلادلفيا في الولايات المتحدة، وتوفي بنفس المكان في 8 ديسمبر 1907.

## وصلات خارجية
- واشنطن فولمر على موقعبيزبول رفرنس.كوم (الدوري الرئيسي) (الإنجليزية)